# Epsilon Arietis
Epsilon Arietis (ε Ari, ε Arietis) é uma estrela dupla da constelação de Aries. Está a aproximadamente 293 anos-luz da Terra. As duas componentes são ambas estrelas anãs da sequência principal de classe A, com uma magnitude aparente no valor de 5,2 and 5,5 respectivamente. Estão separadas por 1,5 segundos de arco. A magnitude aparente combinada do sistema é +4,63.